# Districte de Lovaina

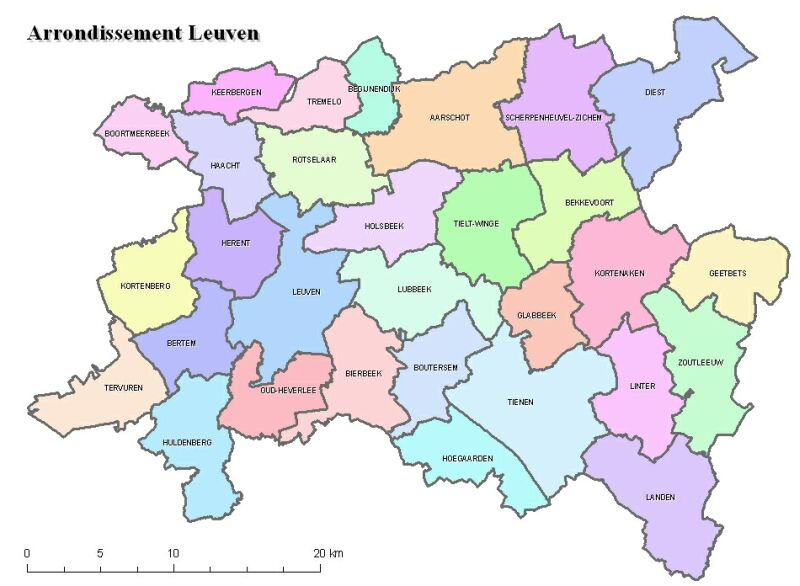
Municipis del districte de Leuven

El districte de Leuven (arrondisement Leuven) és un dels dos districtes (arrondissements) en què es divideix la província Belga del Brabant Flamenc, a Flandes. Té una extensió de 1.168,83 km² i una població de 468.125 habitants (cens de 2006).

## Municipis
- Aarschot
- Begijnendijk
- Bekkevoort
- Bertem
- Bierbeek
- Boortmeerbeek
- Boutersem
- Diest
- Geetbets
- Glabbeek
- Haacht
- Herent
- Hoegaarden
- Holsbeek
- Huldenberg
- Keerbergen
- Kortenaken
- Kortenberg
- Landen
- Leuven
- Linter
- Lubbeek
- Oud-Heverlee
- Rotselaar
- Scherpenheuvel-Zichem
- Tervuren
- Tielt-Winge
- Tienen
- Tremelo
- Zoutleeuw